# Willian
Willian Borges da Silva (* 9. srpna 1988 Ribeirão Pires), známý také pouze jako Willian, je brazilský profesionální fotbalista, který hraje na pozici křídelníka či ofensivního záložníka za anglický klub Fulham FC. Mezi lety 2011 a 2019 odehrál také 70 utkání v dresu brazilské reprezentace, ve kterých vstřelil 9 branek.

## Klubová kariéra
Willian začal svou profesionální kariéru v klubu SC Corinthians Paulista, odkud v roce 2007 odešel do ukrajinského celku FK Šachtar Doněck. Se Šachtarem nasbíral celou řadu domácích trofejí a také s ním vyhrál Pohár UEFA v sezóně 2008/09. Koncem ledna 2013 přestoupil do ruského Anži Machačkala. V srpnu 2013 opět měnil dres, přestoupil z Machačkaly do anglického mužstva Chelsea FC, kde podepsal smlouvu na 5 let. Odhadovala se částka 30 milionů £ za přestup hráče.
3. května 2015 tři kola před koncem sezóny 2014/15 získal s Chelsea ligový titul, v téže sezóně vyhrál i Football League Cup.
Poté, co se Willian s Chelsea FC nedohodl na další smlouvě, podepsal 14. srpna 2020 s Arsenalem smlouvu na tři roky. Jeho novým číslem dresu se stalo číslo 12 po Stephanu Lichtsteinerovi. 

## Reprezentační kariéra
Zúčastnil se Mistrovství Jižní Ameriky hráčů do 20 let v Paraguayi, které Brazílie vyhrála.
Od roku 2011 je členem národního A-týmu Brazílie. Pod trenérem Mano Menezesem debutoval 10. listopadu v Libreville proti domácímu týmu Gabonu. Dostal se na hřiště v 72. minutě střetnutí, které skončilo vítězstvím Brazílie 2:0. První branku v dresu seniorského reprezentačního týmu vstřelil 16. listopadu 2013 v přátelském utkání v USA proti Hondurasu (výhra 5:0).
Trenér Luiz Felipe Scolari jej vzal na domácí Mistrovství světa 2014 v Brazílii. V semifinále proti Německu byl u historického brazilského debaklu 1:7, v prvním poločase Brazilci dovolili Němcům do 29. minuty pětkrát skórovat. Willian se dostal do hry v 71. minutě. Brazilci obsadili konečné čtvrté místo a zůstali bez medaile.

### Reprezentační góly
Góly Williana za A-tým Brazílie
| 010                | 16. 11. 2013 | Sun Life Stadium, Miami, USA             | Honduras | 0:4 | 0:5 | přátelský zápas |
| 02                 | 3. 6. 2014   | Estádio Serra Dourada, Goiânia, Brazílie | Panama   | 4:0 | 4:0 | přátelský zápas |
| Platí k 5. 7. 2014 |              |                                          |          |     |     |                 |